# Ronde van Frankrijk 1921
| Route van de Ronde van Frankrijk 1921 met start en finish in Parijs. |                     |               |
| Eindklassement                                                       |                     |               |
| Algemeen klassement                                                  | Léon Scieur         | 221h 50' 26"  |
| Tweede                                                               | Hector Heusghem     | + 18' 36"     |
| Derde                                                                | Honoré Barthélémy   | + 2h 01' 00"  |
| Vierde                                                               | Luigi Lucotti       | + 2h 30' 18"  |
| Vijfde                                                               | Hector Tiberghien   | + 4h 33' 19"  |
| Zesde                                                                | Victor Lenaers      | + 4h 53' 23"  |
| Zevende                                                              | Léon Despontin      | + 5h 01' 54"  |
| Achtste                                                              | Camille Leroy       | + 7h 56' 27"  |
| Negende                                                              | Firmin Lambot       | + 8h 26' 25"  |
| Tiende                                                               | Félix Goethals      | + 8h 42' 26"  |
| Rode Lantaarn                                                        | Henri Catelan (38e) | + 63h 19' 57" |
| Ploegenklassement                                                    | La sportive         | -             |
| Tweede                                                               | ?                   | -             |
| Derde                                                                | ?                   | -             |

De 15e editie van de Ronde van Frankrijk ging van start op 26 juni 1921 in Parijs, alwaar de ronde op 24 juli ook eindigde. Er stonden 123 renners aan de start.
- Aantal ritten: 15
- Totale afstand: 5485 km
- Gemiddelde snelheid: 24.724 km/h
- Aantal deelnemers: 123
- Aantal uitvallers: 85

## Wedstrijdverloop
Omdat Thys en Lambot in slechte vorm verkeerden, was er hoop bij de Fransen dat ze eindelijk weer de Belgen (die alle rondes van Frankrijk sinds 1912 hadden gewonnen) zouden kunnen verslaan. Het was echter opnieuw een Belg, Léon Scieur, die in rit 2 de gele trui pakte en vervolgens niet meer afstond. Van de Fransen wist alleen Honoré Barthélémy een rol van betekenis te spelen, maar ook hij moest voor Scieur het hoofd buigen. Ook in de breedte beheersten de Belgen nog steeds de Tour, met 7 rijders bij de eerste 10 en winst in 9 van de 15 etappes.

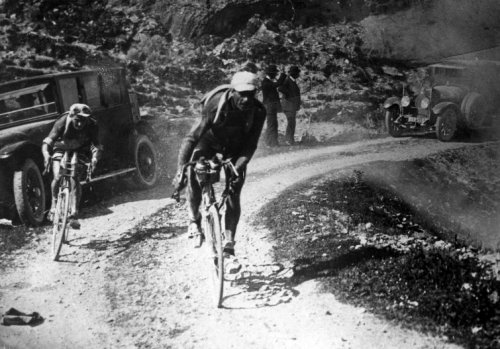
Léon Scieur

## Belgische en Nederlandse prestaties
Er namen 29 Belgen deel aan de Tour van 1921. Er waren geen Nederlandse deelnemers.

### Belgische etappezeges
- Louis Mottiat de 1e etappe van Parijs naar Le Havre, de 4e etappe van Brest naar Les Sables d'Olonne, de 5e etappe van Les Sables d'Olonne naar Bayonne en de 7e etappe van Luchon naar Perpignan.
- Léon Scieur de 3e etappe van Cherbourg naar Brest en de 10e etappe van Nice naar Grenoble.
- Hector Heusghem de 6e etappe van Bayonne naar Luchon.
- Firmin Lambot de 9e etappe van Toulon naar Nice.
- Félix Sellier de 13e etappe van Straatsburg naar Metz.

## Etappeoverzicht
| Etappe | Start - Finish                | km     | Etappewinnaar     | Leider klassement |
| ------ | ----------------------------- | ------ | ----------------- | ----------------- |
| 1e     | Parijs - Le Havre             | 388 km | Louis Mottiat     | Louis Mottiat     |
| 2e     | Le Havre - Cherbourg          | 364 km | Romain Bellenger  | Léon Scieur       |
| 3e     | Cherbourg - Brest             | 405 km | Léon Scieur       | Léon Scieur       |
| 4e     | Brest - Les Sables-d'Olonne   | 412 km | Louis Mottiat     | Léon Scieur       |
| 5e     | Les Sables-d'Olonne - Bayonne | 482 km | Louis Mottiat     | Léon Scieur       |
| 6e     | Bayonne - Luchon              | 326 km | Hector Heusghem   | Léon Scieur       |
| 7e     | Luchon - Perpignan            | 323 km | Louis Mottiat     | Léon Scieur       |
| 8e     | Perpignan - Aix-en-Provence   | 325 km | Luigi Lucotti     | Léon Scieur       |
| 9e     | Aix-en-Provence - Nice        | 356 km | Firmin Lambot     | Léon Scieur       |
| 10e    | Nice - Grenoble               | 333 km | Léon Scieur       | Léon Scieur       |
| 11e    | Grenoble - Gex                | 362 km | Félix Goethals    | Léon Scieur       |
| 12e    | Gex - Straatsburg             | 354 km | Honoré Barthélémy | Léon Scieur       |
| 13e    | Straatsburg - Metz            | 300 km | Félix Sellier     | Léon Scieur       |
| 14e    | Metz - Duinkerke              | 433 km | Félix Goethals    | Léon Scieur       |
| 15e    | Duinkerke - Parijs            | 340 km | Félix Goethals    | Léon Scieur       |

## Klassementsleiders na elke etappe
| Etappe         | Gele trui     |
| 1              | Louis Mottiat |
| 2              | Léon Scieur   |
| 3              | Léon Scieur   |
| 4              | Léon Scieur   |
| 5              | Léon Scieur   |
| 6              | Léon Scieur   |
| 7              | Léon Scieur   |
| 8              | Léon Scieur   |
| 9              | Léon Scieur   |
| 10             | Léon Scieur   |
| 11             | Léon Scieur   |
| 12             | Léon Scieur   |
| 13             | Léon Scieur   |
| 14             | Léon Scieur   |
| 15             | Léon Scieur   |
| Eindklassement | Léon Scieur   |

 winnaars gele trui · 
 puntenklassement · 
 bergklassement · 
 jongerenklassement · 
 tussensprintklassement · 
 combinatieklassement · 
 ploegenklassement · 
 strijdlust · 
rode lantaarn
records · meeste deelnames · ranglijst etappewinnaars · bekende beklimmingen · valpartijen · dopinggevallen · Grand Départ · Souvenir Henri Desgrange
1903 · 
1904 · 
1905 · 
1906 · 
1907 · 
1908 · 
1909 · 
1910 · 
1911 · 
1912 · 
1913 · 
1914 ·
1915 ·
1916 ·
1917 ·
1918 · 
1919 · 
1920 · 
1921 · 
1922 · 
1923 · 
1924 · 
1925 · 
1926 · 
1927 · 
1928 · 
1929 · 
1930 · 
1931 · 
1932 · 
1933 · 
1934 · 
1935 · 
1936 · 
1937 · 
1938 · 
1939 · 
1940 ·
1941 ·
1942 ·
1943 ·
1944 ·
1945 ·
1946 ·
1947 · 
1948 · 
1949 · 
1950 · 
1951 · 
1952 · 
1953 · 
1954 · 
1955 · 
1956 · 
1957 · 
1958 · 
1959 · 
1960 · 
1961 · 
1962 · 
1963 · 
1964 · 
1965 · 
1966 · 
1967 · 
1968 · 
1969 · 
1970 · 
1971 · 
1972 · 
1973 · 
1974 · 
1975 · 
1976 · 
1977 · 
1978 · 
1979 · 
1980 · 
1981 · 
1982 · 
1983 · 
1984 · 
1985 · 
1986 · 
1987 · 
1988 · 
1989 · 
1990 · 
1991 · 
1992 · 
1993 · 
1994 · 
1995 · 
1996 · 
1997 · 
1998 · 
1999 · 
2000 · 
2001 · 
2002 · 
2003 · 
2004 · 
2005 · 
2006 · 
2007 · 
2008 · 
2009 · 
2010 · 
2011 · 
2012 · 
2013 · 
2014 · 
2015 · 
2016 · 
2017 · 
2018 · 
2019 ·
2020 · 
2021 · 
2022 · 
2023 · 
2024 · 
2025